# Feldebrő, Heves
Feldebrő  este un sat în districtul Eger, județul Heves, Ungaria, având o populație de 1.041 de locuitori (2011). 

## Demografie
Componența etnică a satului Feldebrő
     Maghiari (95,73%)
     Romi (2,85%)
     Necunoscut (0,81%)
     Alții (0,61%)
Componența confesională a satului Feldebrő
     Romano-catolici (55,43%)
     Fără religie (17,58%)
     Reformați (5,57%)
     Necunoscută (21,42%)
     Alte religii (1,83%)
Conform recensământului din 2011, satul Feldebrő avea 1.041 de locuitori. Din punct de vedere etnic, majoritatea locuitorilor (95,73%) erau maghiari, cu o minoritate de romi (2,85%). Apartenența etnică nu este cunoscută în cazul a 0,81% din locuitori.  Din punct de vedere confesional, majoritatea locuitorilor (55,43%) erau romano-catolici, existând și minorități de persoane fără religie (17,58%) și reformați (5,57%). Pentru 21,42% din locuitori nu este cunoscută apartenența confesională.